# Orthognathe (mâchoire)
Orthognathe (adjectif) désigne une orientation de la tête de l'insecte perpendiculaire à l'axe du corps, les pièces buccales étant dirigées vers la face ventrale.